# Sariel
 (août 2016).
Si vous disposez d'ouvrages ou d'articles de référence ou si vous connaissez des sites web de qualité traitant du thème abordé ici, merci de compléter l'article en donnant les références utiles à sa vérifiabilité et en les liant à la section « Notes et références ».
Sariel, Sarakiel ou Saraquiel (araméen : זהריאל ; grec : Ἁτριήλ, « Commandement de Dieu ») est un ange de la mystique judéo-chrétienne.
Il apparaît dans le 1 Henoch. L'archange y est décrit comme « l'un des saints anges, préposé aux esprits qui pèchent contre l'esprit ».